# マリア (T-BOLANの曲)
『マリア』は、T-BOLANの12枚目のシングル。

## 内容
もともとアコースティックアルバム『夏の終わりにII』において発表された楽曲（編曲はT-BOLAN・葉山たけし）で、シングルとしてリメイクされた。
楽曲をロック調へとアレンジし、リカットという形ながら、好セールスを記録する。本作はT-BOLANのシングル作品としては3番目の売上を記録するヒット曲となった。
フジテレビ「OIOI TOKYO TASTE ROOMS」エンディングテーマ。

## 収録曲
1. マリア
作詞･作曲:森友嵐士 編曲:T-BOLAN・明石昌夫
2. 心とかして
作詞･作曲:森友嵐士 編曲:T-BOLAN・明石昌夫

## 楽曲の収録アルバム
- 夏の終わりにII 〜Lookin' for the eighth color of the rainbow〜 (#1、Acoustic version)
- SINGLES (#1)
- T-BOLAN FINAL BEST GREATEST SONGS & MORE (#1)
- complete of T-BOLAN at the BEING studio (#1)
- BEST OF BEST 1000 T-BOLAN (#1)
- T-BOLAN BEST HITS (#1)
- LEGENDS (#1)
- コンピレーションアルバム『It's TV SHOW!!』 (#1)
- コンピレーションアルバム『COUNTDOWN BEING』 (#1)
- ADDITIONAL DISC (#1,#2)
- T-BOLAN 〜夏の終わりに BEST〜 LOVE SONGS+1 & LIFE SONGS (#1、Acoustic version)
- T-BOLAN COMPLETE SINGLES 〜SATISFY〜 (#1)